# Jan Strwiąż-Smolnicki
Jan Strwiąż-Smolnicki (ur. 6 kwietnia 1897 w Ostrogu, zginął 18 kwietnia 1920 w Gajach Wielkich) – kapitan pilot Wojska Polskiego w II Rzeczypospolitej.

## Życiorys
Jan Strwiąż-Smolnicki urodził się na Wołyniu. Wykształcenie zdobywał w korpusie kadetów, który znajdował się w Kijowie. Ukończył 4 miesięczny kurs po którym awansował na stopień chorążego oraz otrzymał przydział do jednostki grenadierów gwardii. Następnie w pułkach piechoty walczył na froncie.
Po otrzymaniu informacji, że we Francji tworzone są polskie oddziały, zrzucił rosyjski mundur i mając zgodę misji francuskiej wyjechał do Anglii, a następnie udał się do Paryża, gdzie zgłosił się do Błękitnej Armii gen. Józefa Hallera i wstąpił w jej szeregi. Otrzymał w niej przydział do 3 pułku strzelców polskich na stanowisko dowódcy 9 kompanii.
Służąc w piechocie, zwrócił się z prośbą o skierowanie go do szkoły lotniczej i po jej pozytywnym rozpatrzeniu znalazł się w pierwszej grupie polskich oficerów odkomenderowanych do szkoły lotniczej w  Dijon. Szkołę ukończył 5 sierpnia 1918 i po otrzymaniu skierowania udał się do wyższych szkół pilotażu w Vineuil, Pau, Biscarrosse i Avord. 15 kwietnia 1919 rozkazem dowódcy armii gen. Józefa Hallera, został mianowany kapitanem z przydziałem do 59 eskadry Breguetów i z którą 6 maja 1919 wyjechał do Polski.
Od 2 września 1919 pełnił funkcję dowódcy tejże eskadry. 18 kwietnia 1920 z lotniska pod Tarnopolem wystartował do lotu z sierż. mech. Władysławem Wierzbickim. Podczas lotu kontrolnego samolot Breguet nr 7490, w rejonie wsi Gaje Wielkie, wpadł w korkociąg i spłonął po uderzeniu w ziemię.
Za wybitne zasługi bojowe kpt. Jan Strwiąż-Smolnicki pośmiertnie został odznaczony laurowym wieńcem Polowej Odznaki Pilota.